# Grezzo (Bardi)
Grezzo, già Grecio, è una frazione del comune di Bardi, in provincia di Parma.
La località dista 2,64 km dal capoluogo.

## Geografia fisica
Il borgo appenninico sorge alla quota di 700 m s.l.m. sulla sponda sinistra del torrente Dorbora, alle pendici meridionali del monte Crodolo. A pochissima distanza si trova la piccola località di Cogno di Grezzo, posta alla quota di 808 m s.l.m.

## Storia
Il borgo di Grezzo sorse in età alto-medievale lungo il ramo della via degli Abati che collegava Bobbio con Pontremoli; vi fu edificata all'epoca la primitiva cappella di San Michele, menzionata per la prima volta nel 905.
Agli inizi del XII secolo la zona dipendeva dal Comune di Piacenza; nel 1140 i piacentini convinsero Gherardo da Cornazzano, proprietario del vicino castello di Pietragemella, a cederlo loro in cambio della corte di Grecio.
Nel 1216 Lanfranco da Cornazzano alienò tutti i diritti su Grezzo, Pietragemella, Pietra Nera, Scopolo e Monte Sané al marchese Guglielmo Pallavicino, che li rivendette nello stesso anno al conte Alberico Landi.
Nel 1229 il podestà di Vercelli Giannone Landi concesse in feudo a vari vassalli numerosi territori nella val Ceno e nei dintorni, tra cui alcuni beni a Grezzo.
Nel 1335 la rocca di Grecio fu citata tra i possedimenti dei Granelli e dei Lusardi, alleati dei Visconti; nei decenni seguenti fu acquisita nuovamente dai conti Landi e nel 1412 Manfredo Landi ricevette conferma dell'investitura.
In seguito all'abolizione dei diritti feudali sancita da Napoleone per il ducato di Parma e Piacenza nel 1805, Grezzo divenne frazione del nuovo comune (o mairie) di Bardi.

## Monumenti e luoghi d'interesse

### Chiesa di San Michele Arcangelo

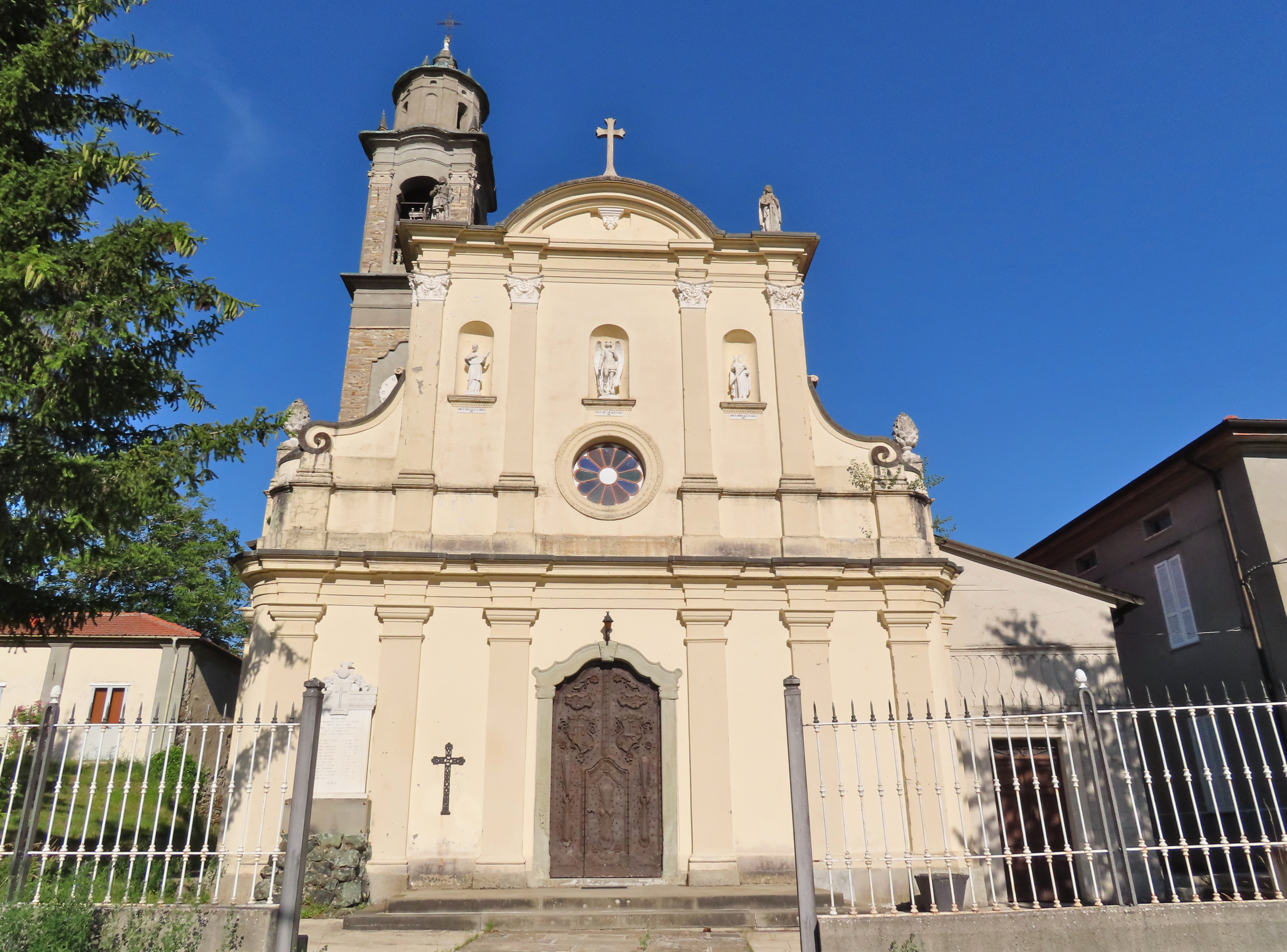
Chiesa di San Michele Arcangelo

Menzionata per la prima volta nel 905, la chiesa, dedicata a san Michele Arcangelo, fu ricostruita probabilmente nel XVII secolo; modificata e ornata nella seconda metà del XVIII secolo, fu arricchita del campanile tra il 1779 e il 1790; consacrata negli ultimi anni del XIX secolo, fu sopraelevata nel 1925. Il luogo di culto, caratterizzato dalla facciata barocca, è decorato internamente con lesene corinzie, stucchi settecenteschi e affreschi nella navata e nelle sei cappelle laterali.

### Oratorio di San Rocco

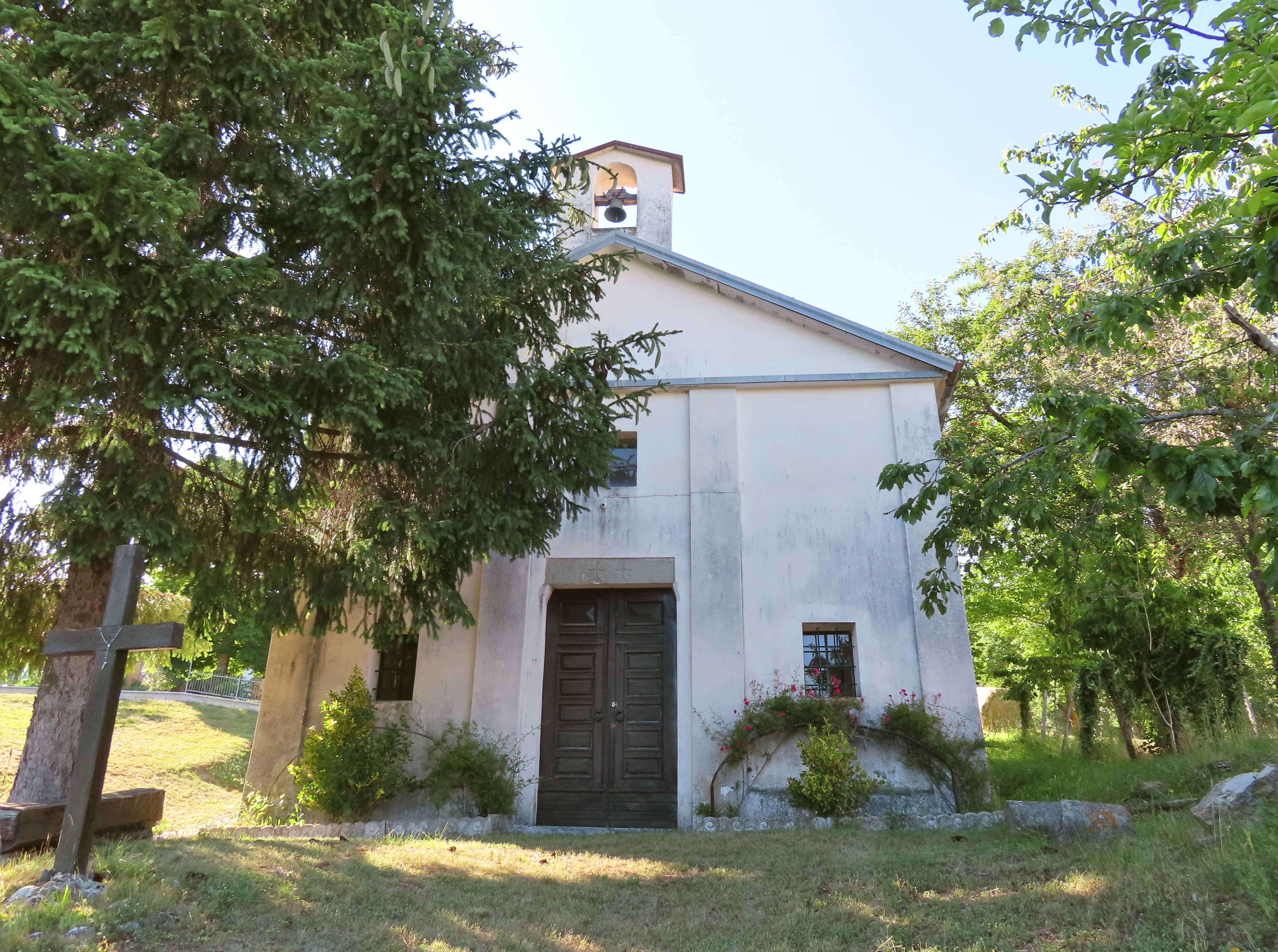
Oratorio di San Rocco

Edificato nel 1630 in stile barocco, l'oratorio, restaurato nel 1769, fu ristrutturato in forme neoclassiche nel 1801. Il piccolo edificio, interamente intonacato, è caratterizzato dalla facciata scandita da lesene e coronata da un frontone triangolare.

### Oratorio della Beata Vergine di Caravaggio
Edificato in stile neoclassico alla fine del XIX secolo, il piccolo oratorio di Vischeto di Grezzo presenta una semplice facciata a capanna intonacata, coronata da un piccolo campanile a vela; all'interno la navata, coperta da una volta a botte dipinta con un cielo stellato, è decorata con un cornicione perimetrale in rilievo e accoglie nell'abside l'altare maggiore.

### Castello di Pietracervara

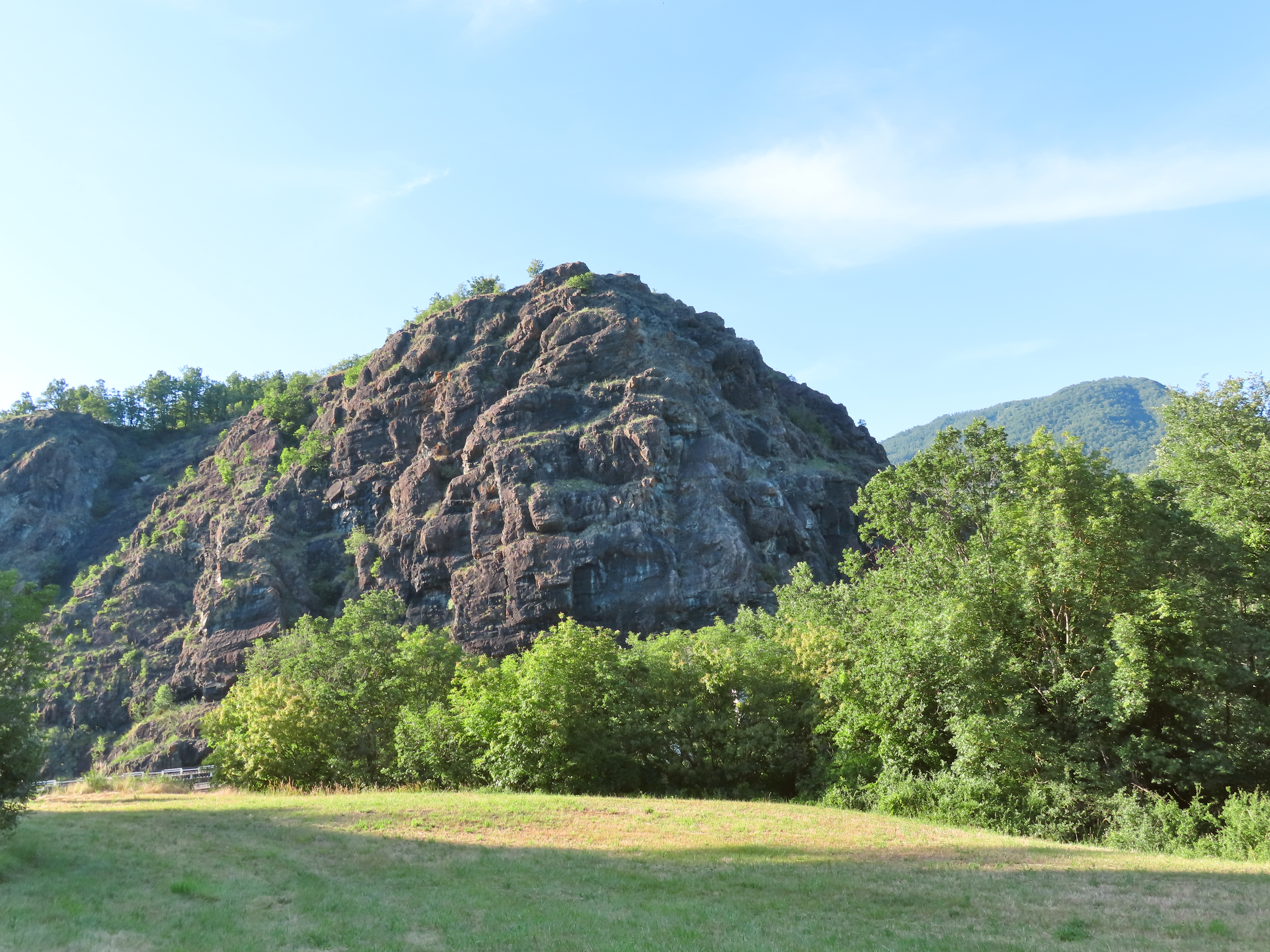
Sperone di roccia su cui si trovano i resti del castello di Pietracervara

Edificata in epoca medievale, la corte di Grezzo fu ceduta nel 1140 dai piacentini a Gherardo da Cornazzano; alienata nel 1216 al marchese Guglielmo Pallavicino e da questi al conte Alberico Landi, fu citata come castello a partire dal 1335, quando risultava tra i possedimenti dei Granelli e dei Lusardi; acquisita nuovamente dai Landi nei decenni seguenti, la fortificazione fu abbattuta nella prima metà del XVI secolo. Del grande maniero, posto su un blocco ferroso a picco sul torrente Ceno, sopravvivono soltanto alcuni ruderi della fondazioni, nascosti dalla vegetazione.

### Castello di Pietragemella
Menzionato per la prima volta nel 1135, nel 1140 il castello di Pietragemella, collocato sulla cima di uno sperone ofiolitico nei pressi di Cogno di Grezzo, fu ceduto da Gherardo da Cornazzano ai piacentini; alienato nel 1216 al marchese Guglielmo Pallavicino, fu rivenduto nello stesso anno al conte Alberico Landi; abbandonato in seguito, cadde in rovina e scomparve completamente.

### Castello di Pietra Nera
Menzionato nel 1216 quando fu alienato da Gherardo da Cornazzano al marchese Guglielmo Pallavicino, il castello di Pietra Nera, collocato sulla cima di uno sperone ofiolitico di fronte al maniero di Pietragemella, fu rivenduto nello stesso anno al conte Alberico Landi; successivamente abbandonato, cadde in rovina e scomparve completamente.